# Laura Conti
Laura Conti, née à Udine, le 31 mars 1921 et morte à Milan le 25 mai 1993, est une scientifique, spécialiste de médecine et de l'écologie, et une femme politique italienne.

## Biographie
Née à Udine, après avoir vécu à Trieste et à Vérone, elle déménage à Milan pour étudier à la Faculté de médecine. En janvier 1944, elle rejoint le Front de la jeunesse pour l'indépendance nationale et pour la liberté dirigé par Eugenio Curiel (en). Elle est chargée de mener des activités de prosélytisme parmi les militaires. Le 4 juillet, elle est arrêtée. Après une courte période à la prison San Vittore de Milan, elle séjourne dans le camp de Bolzano. Elle réussit à éviter la déportation vers l'Allemagne. C'est de cette expérience que nait son roman La condizione sperimentale (La Condition expérimentale), en 1965.
À nouveau libre, elle reprend ses études et passe son  diplôme de médecine. À Milan, elle consolide son engagement politique : elle s'engage dans les rangs du Parti socialiste italien, et à partir de 1951 au parti communiste. Elle occupe les postes de conseillère provinciale de 1960 à 1970 puis, jusqu'en 1980, de conseillère régionale de Lombardie. Elle est secrétaire de la Casa della Cultura, elle fonde et dirige l'association « Gramsci », participe à la fondation de la « Ligue pour l'environnement » (aujourd'hui Legambiente) dont elle sera présidente du comité scientifique. En 1987, elle a été élue à la Chambre des députés.

## Activités
L'environnementalisme tel que le conçoit Laura Conti a une composante antique, une forte composante d'humanisme qui trouve ses racines dans son expérience de la Résistance. Ces racines ont été partagées avec une autre figure du Milan «éclairé» : Ercole Ferrario (it). Ils mènent des vies parallèles, avec une attention commune à l'homme et à la nature.
Laura Conti était une vulgarisatrice infatigable. Elle aimait répéter : « Je ne suis pas une scientifique, mais une spécialiste des problèmes écologiques. Bien que je trouve la recherche fascinante, je pense qu'il est également important d'agir et d'entrer dans l'action. C'est pour cette raison que j'ai décidé de me lancer en politique: étudier ne suffit pas, il me faut aussi être occupée ».

### Catastrophe de Seveso
Le 10 juillet 1976, un nuage toxique contenant plusieurs kilos de dioxine, substance presque inconnue à l'époque, sort d'Icmesa, une usine au nord de Milan, et tombe sur la ville de Seveso. Laura Conti était alors conseillère régionale et se porte en aide aux habitants de Seveso. C'est alors qu'elle publie son ouvrage Visto da Seveso (Vu de Seveso), suivi par Una lepre con la faccia di bambina (it), adapté en une mini-série homonyme (it).

## Archives personnelles
Ses archives ont été laissées à la « Fondation Micheletti » de Brescia .

## Prix et distinctions
En 1986, elle reçoit le prix Minerva pour sa carrière scientifique et culturelle.
Le 3 mai 2006, la Province de Milan, pour les soixante ans de la Maison de la Culture qu'elle avait fondée et le trentième anniversaire de Seveso, organise une conférence dédiée à Laura Conti : Une protagoniste de notre temps. En novembre de la même année, la municipalité de Milan a reconnu Laura Conti comme «digne citoyenne» et inscrit son nom dans la Famedio du cimetière monumental. En mars 2011, ses restes sont également transférés au cimetière monumental, dans la tombe-sculpture de la famille Casati.
Le 25 mai 2013, à l'occasion du vingtième anniversaire de sa mort, un jardin public de Milan, près de là où elle résidait, prend le nom de Laura Conti.

## Œuvres
Parmi les nombreux ouvrages qu'elle a écrits, les textes suivants ont été traduits et publiés en France :
- La Technologie : des origines à l'an 2000 (traduit par Christian Bounay), Solar, 1983,  (ISBN 2-263-00688-5)
- Qu'est-ce que l'écologie ? : capital, travail et environnement (traduit de l'italien par Anne-Laure Gatti), Paris, F. Maspero,1992.  (ISBN 2-7071-0997-5)